# Campeonato Mundial de Judô Masculino de 1973
O Campeonato Mundial de Judô de 1973 foi a 8° edição do Campeonato Mundial de Judô, realizada em Lausanne, Suíça, em 22 a 24 de junho de 1973.

## Medalhistas

### Homens
| Evento | Ouro              | Prata            | Bronze                                  |
| ------ | ----------------- | ---------------- | --------------------------------------- |
| -63 kg | Yoshiharu Minami  | Takao Kawaguchi  | Schangeli Pitschelauri Hector Rodriguez |
| -70 kg | Toyokazu Nomura   | Dietmar Hötger   | Anatoli Novikov Kazuo Yoshimura         |
| -80 kg | Shozo Fujii       | Isamu Sonoda     | Bernd Look Antoni Reiner                |
| -93 kg | Nobuyuki Sato     | Takafumi Ueguchi | Dietmar Lorenz David Starbrook          |
| +93 kg | Chonosuke Takagi  | Ramaz Nichiradze | Sergei Novikov Keith Remfry             |
| Open   | Kazuhiro Ninomiya | Haruki Uemura    | Klaus Glahn Wolfgang Zuckschwerdt       |

### Quadro de Medalhas
| Ordem | País              | Medalha de ouro | Medalha de prata | Medalha de bronze | Total |
| ----- | ----------------- | --------------- | ---------------- | ----------------- | ----- |
| 1     | Japão             | 6               | 4                | 1                 | 11    |
| 2     | Alemanha Oriental | 0               | 1                | 3                 | 4     |
| 2     | União Soviética   | 0               | 1                | 3                 | 4     |
| 4     | Grã-Bretanha      | 0               | 0                | 2                 | 2     |
| 5     | Alemanha          | 0               | 0                | 1                 | 1     |
| 5     | Polónia           | 0               | 0                | 1                 | 1     |
| 5     | Cuba              | 0               | 0                | 1                 | 1     |